# Département d'Alta Verapaz

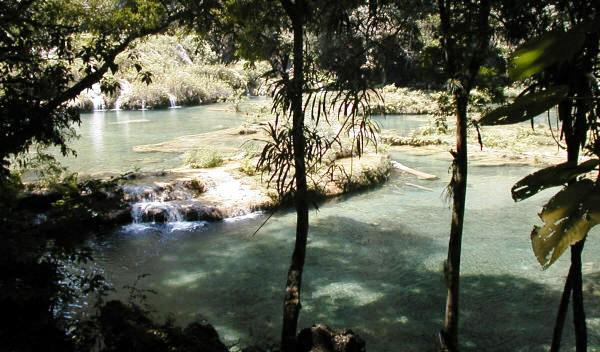
Bassins de Semuc Champey dans la rivière Cahabòn, Alta Verapaz, Guatemala

Alta Verapaz est un département situé au nord du  Guatemala. La capitale et principale ville du département est Cobán. Verapaz est entourée au nord par le département du Petén, à l'est par le département d'Izabal, au sud par les départements de Zacapa, El Progreso, et de Baja Verapaz, et enfin à l'ouest par le département du Quiché.
Alta Verapaz abrite la réserve naturelle Mario Dary, protégeant la faune et la flore de la région, et notamment l'oiseau national du Guatemala, aujourd'hui menacé, le Quetzal resplendissant. On trouve, à Alta Verapaz, les villes de San Pedro Carchá et San Cristóbal Verapaz.

## Histoire
À l'époque précolombienne, la région faisait partie de l'empire Maya. Lorsque les Conquistadors espagnols arrivèrent dans les années 1520, ils conquirent les plateaux au centre et au sud du Guatemala, mais furent repoussés dans cette région par une résistance féroce des habitants d'alors. Les missionnaires espagnols demandèrent alors la permission de convertir pacifiquement les habitants au christianisme, ce qu'ils réussirent. De là vient le nom de la région, Verapaz signifiant « Vraie paix » en espagnol. Une fois convertie, elle tomba sous le contrôle du roi d'Espagne, sans affrontements. Au XIXe siècle, elle devint une importante région productrice de café.

## Municipalités
1. Chahal
2. Chisec
3. Cobán
4. Fray Bartolomé de las Casas
5. Lanquín
6. Panzós
7. San Cristóbal Verapaz
8. San Juan Chamelco
9. San Pedro Carchá
10. Santa Cruz Verapaz
11. Santa María Cahabón
12. Senahú
13. Tactic
14. Tamahú
15. Tucurú
16. Santa Catalina la Tinta